# 1979 en arts plastiques
| Années des arts plastiques : 1976 - 1977 - 1978 - 1979 - 1980 - 1981 - 1982    |
| Décennies des arts plastiques : 1940 - 1950 - 1960 - 1970 - 1980 - 1990 - 2000 |

Cette page concerne l'année 1979 en arts plastiques.

## Œuvres
- Schang Hutter, Vertschaupet II, sculpture, installée dans le Parc des sculptures de Magdebourg (de).

## Décès
- 10 janvier : Amcheï Nürenberg, peintre russe puis soviétique (° 21 avril 1887),
- 19 janvier : Orazi, peintre français (° 28 février 1906),
- 26 janvier : Roger Gounot, peintre, graveur et conservateur de musée français (° 16 février 1909),
- 22 février : Alexandre Ganesco, peintre, dessinateur et sculpteur roumain (° 4 septembre 1910),
- 1er mars : Maurice Brianchon, peintre français (° 11 janvier 1899),
- 7 mars : Renato Natali, peintre italien (° 10 mai 1883),
- 22 mars : Victor Arnautoff, peintre russe, soviétique puis américain (° 11 novembre 1896),
- 3 avril : Alexandre Orloff, peintre russe et français (° 27 janvier 1899),
- 5 mai :
  - Marcel Catelein, peintre français (° 23 octobre 1892),
  - Suzanne Meunier, peintre, dessinatrice et graveuse française (° 5 juillet 1888),
- 7 mai : Charles Hug, peintre, dessinateur et illustrateur suisse (° 22 juin 1899),
- 14 mai : José Camón Aznar, historien de l'art espagnol (° 5 octobre 1898),
- 18 mai : Petre Abrudan, peintre roumain (° 8 juillet 1907),
- 19 mai : René Perrot, cartonnier de tapisseries, peintre, dessinateur, graveur et céramiste français (° 12 juillet 1912),
- 30 mai : Roger Bohnenblust, peintre, dessinateur et graveur suisse (° 15 août 1929),
- 3 juillet : Lucien Cahen-Michel, peintre français (° 21 juin 1888),
- 4 juillet : Henri Miloch, peintre français (° 15 juillet 1898),
- 10 juillet : Juliette Émilie Debes, peintre et portraitiste française (° 20 août 1889),
- 11 juillet : Jean-Dominique Van Caulaert, peintre, affichiste, illustrateur et décorateur français (° 20 novembre 1897),
- 21 juillet : Robert Grange, peintre français (° 19 juin 1901),
- 20 août : Christian Dotremont, peintre et poète belge (° 12 décembre 1922),
- 25 août : Jean Rouppert, dessinateur, peintre et sculpteur français (° 15 août 1887),
- 29 août : Antonio Sicurezza, peintre italien (° 25 février 1905),
- 5 septembre : Sōfu Teshigahara, peintre et sculpteur japonais (° 17 décembre 1900),
- 8 septembre : Dora Bianka, peintre et illustratrice polonaise (° 6 novembre 1895),
- 17 septembre : Paul Maze, peintre anglo-français (° 21 mai 1887),
- 3 octobre : Robert Dubourg, peintre français (° 13 juin 1908),
- 31 octobre : Mario Tauzin, peintre, illustrateur et dessinateur français (° 25 septembre 1909),
- 12 novembre : Léon Gard, peintre et écrivain français (° 12 juillet 1901),
- 14 novembre : Philippe Lepatre, peintre et graveur français d'origine roumaine (° 6 août 1900),
- 27 novembre : Francesco Menzio, peintre italien (° 3 avril 1899),
- 5 décembre : Sonia Delaunay, peintre française d'origine ukrainienne (° 14 novembre 1885),
- 7 décembre : Sam Saint-Maur, peintre et sculpteur français (° 9 décembre 1906),
- 8 décembre : Florimond Météreau, peintre français (° 3 août 1891),
- 12 décembre : Julien Saraben, illustrateur et peintre français (° 12 juillet 1892),
- 15 décembre : Joachim Le Botmel, peintre et décorateur français (° 4 avril 1890),
- 16 décembre : Marc Saint-Saëns, peintre, cartonnier de tapisserie et graveur français (° 1er mai 1903),
- 26 décembre : Simon Mondzain, peintre français d'origine polonaise (° 15 octobre 1888),
- 29 décembre : Jos Le Corre, peintre français (° 4 septembre 1925),
- ? :
  - Manuel Bruker, peintre, collectionneur et éditeur d'art français (° 6 décembre 1891),
  - Jean Charlot, peintre, dessinateur, graveur et lithographe français (° 8 février 1898),
  - François Fauck, peintre français (° 11 novembre 1911).
  - Cécile Jubert, peintre et graveuse française (° 29 décembre 1885),
  - Tito Livio de Madrazo, peintre, affichiste et caricaturiste espagnol (° 30 janvier 1899),
  - Zongwei Sun, peintre chinois (° 1912).